# Équipe du Maroc de football à la Coupe d'Afrique des nations 2021
L’équipe du Maroc de football participe à la Coupe d'Afrique des nations 2021 organisée au Cameroun du 9 janvier au 6 février 2022. Il s'agit de la 18e participation des Lions de l'Atlas, emmenés par Vahid Halilhodžić. Ils sont éliminés en quart de finale par l'Égypte (1-2 après prolongations).

## Qualifications
Le Maroc est placé dans le groupe E des qualifications. Il se qualifie en prenant la première place avec quatre victoires et deux matchs nuls.

### Résultats
| Rang | Équipe       | Pts | J | G | N | P | Bp | Bc | Diff |  | Résultats (▼ dom., ► ext.) |     |     |     |     |
| ---- | ------------ | --- | - | - | - | - | -- | -- | ---- |  | -------------------------- | --- | --- | --- | --- |
| 1    | Maroc        | 14  | 6 | 4 | 2 | 0 | 10 | 1  | +9   |  | Maroc                      |     | 0-0 | 1-0 | 4-1 |
| 2    | Mauritanie   | 9   | 6 | 2 | 3 | 1 | 5  | 4  | +1   |  | Mauritanie                 | 0-0 |     | 1-1 | 2-0 |
| 3    | Burundi      | 5   | 6 | 1 | 2 | 3 | 6  | 10 | -4   |  | Burundi                    | 0-3 | 3-1 |     | 2-2 |
| 4    | Centrafrique | 4   | 6 | 1 | 1 | 4 | 5  | 11 | -6   |  | Centrafrique               | 0-2 | 0-1 | 2-0 |     |

| 1re journée                  | Maroc | 0 - 0 | Mauritanie |                                         |                                         |
| 15 novembre 2019 20h00 UTC+1 |       | (0-0) |            | Complexe sportif Moulay-Abdallah, Rabat | Complexe sportif Moulay-Abdallah, Rabat |

| 2e journée                   | Burundi | 0 - 3   | Maroc                                     |                                                      |                                                      |
| 19 novembre 2019 15h00 UTC+2 |         | (0 - 2) | 27e Mazraoui · 39e En-Nesyri · 83e Hakimi | Stade Intwari, Bujumbura Arbitrage : Maguette Ndiaye | Stade Intwari, Bujumbura Arbitrage : Maguette Ndiaye |

| 3e journée       | Maroc                                             | 4 - 1   | Centrafrique |                              |                              |
| 13 novembre 2020 | Hakimi 10e · Ziyech 31e (pen.) 33e · Aboukhal 64e | (3 - 1) | 25e Mafouta  | Stade Mohammed-V, Casablanca | Stade Mohammed-V, Casablanca |

| 4e journée       | Centrafrique | 0 - 2   | Maroc                        |                                   |                                   |
| 17 novembre 2020 |              | (0 - 1) | 39e Ziyech · 90+1e En-Nesyri | Stade de la Réunification, Douala | Stade de la Réunification, Douala |

| 5e journée   | Mauritanie | 0 - 0   | Maroc |                                                                    |                                                                    |
| 22 mars 2021 |            | (0 - 0) |       | Stade olympique de Nouakchott, Nouakchott Arbitrage : Joshua Bondo | Stade olympique de Nouakchott, Nouakchott Arbitrage : Joshua Bondo |

| 6e journée   | Maroc          | 1 - 0   | Burundi |                                                                       |                                                                       |
| 29 mars 2021 | El Haddadi 45e | (1 - 0) |         | Complexe sportif Moulay-Abdallah, Rabat Arbitrage : Blaise Yuven Ngwa | Complexe sportif Moulay-Abdallah, Rabat Arbitrage : Blaise Yuven Ngwa |

### Statistiques

#### Buteurs
| Buts | Joueurs                                                |
| ---- | ------------------------------------------------------ |
| 3    | Hakim Ziyech                                           |
| 2    | Youssef En-Nesyri, Achraf Hakimi                       |
| 1    | Zakaria Aboukhlal, Noussair Mazraoui, Munir El Haddadi |

## Compétition

### Tirage au sort
Le tirage au sort de la CAN 2021 est effectué le 17 août 2021 à Yaoundé. Le Maroc, 28e nation au classement FIFA, est placé dans le chapeau 1. Le tirage place les Lions de l'Atlas dans le groupe C, avec le Ghana (chapeau 2, 52e au classement Fifa), le Gabon, (chapeau 3, 89e) et les Comores (chapeau 4, 132e).

### Effectif
Vahid Halilhodžić dévoile une première liste de 25 joueurs le 23 décembre. Il la complète le 27 décembre avec trois joueurs supplémentaires ayant participé à la coupe arabe 2021 : Badr Benoun, Mohamed Chibi et Soufiane Rahimi. Quelques jours plus tard, il procède à deux nouveaux changements : le gardien Ahmed Reda Tagnaouti remplace Anas Zniti, victime d'une fracture de la main, tandis que Tarik Tissoudali remplace Abdessamad Ezzalzouli qui a opté pour la sélection espagnole.

### Premier tour
| Rang | Équipe  | Pts | J | G | N | P | Bp | Bc | Diff |  | Résultats (▼ dom., ► ext.) |  |     |     |     |
| ---- | ------- | --- | - | - | - | - | -- | -- | ---- |  | -------------------------- |  | --- | --- | --- |
| 1    | Maroc   | 7   | 3 | 2 | 1 | 0 | 5  | 2  | +3   |  | Maroc                      |  | 2-2 | 1-0 | 2-0 |
| 2    | Gabon   | 5   | 3 | 1 | 2 | 0 | 4  | 3  | +1   |  | Gabon                      |  |     | 1-1 | 1-0 |
| 3    | Comores | 3   | 3 | 1 | 0 | 2 | 3  | 5  | -2   |  | Comores                    |  |     |     | 3-2 |
| 4    | Ghana   | 1   | 3 | 0 | 1 | 2 | 3  | 5  | -2   |  | Ghana                      |  |     |     |     |

     Équipe qualifiée ou victorieuse; Pts = points; J = joués; G = gagnés; N = nuls; P = perdus;
Bp = buts pour; Bc = buts contre; Diff = différence de buts
| Match 5                   | Maroc      | 1 - 0   | Ghana                   | Stade Ahmadou-Ahidjo, Yaoundé                           |                                                         |
| 10 janvier 2022 17h00 WAT | Boufal 83e | (0 - 0) |                         | Arbitrage : Joshua Bondo Arbitre vidéo : Haythem Guirat | Arbitrage : Joshua Bondo Arbitre vidéo : Haythem Guirat |
| 10 janvier 2022 17h00 WAT | Masina 22e | Rapport | 17e Djiku · 64e A. Ayew | Arbitrage : Joshua Bondo Arbitre vidéo : Haythem Guirat | Arbitrage : Joshua Bondo Arbitre vidéo : Haythem Guirat |

| Match 17                  | Maroc                       | 2 - 0   | Comores                       | Stade Ahmadou-Ahidjo, Yaoundé                          |                                                        |
| 14 janvier 2022 17h00 WAT | Amallah 16e · Aboukhlal 89e | (1 - 0) |                               | Arbitrage : Sadok Selmi Arbitre vidéo : Haythem Guirat | Arbitrage : Sadok Selmi Arbitre vidéo : Haythem Guirat |
| 14 janvier 2022 17h00 WAT | Amallah 41e · Hakimi 42e    | Rapport | 16e Selemani · 18e M'Changama | Arbitrage : Sadok Selmi Arbitre vidéo : Haythem Guirat | Arbitrage : Sadok Selmi Arbitre vidéo : Haythem Guirat |

| Match 29                  | Gabon                            | 2 - 2   | Maroc                          | Stade Ahmadou-Ahidjo, Yaoundé                          |                                                        |
| 18 janvier 2022 20h00 WAT | Allevinah 21e · Aguerd 81e (csc) | (1 - 0) | 74e (pen.) Boufal · 84e Hakimi | Arbitrage : Beida Dahane Arbitre vidéo : Janny Sikazwe | Arbitrage : Beida Dahane Arbitre vidéo : Janny Sikazwe |
| 18 janvier 2022 20h00 WAT | Obiang 36e · Boupendza 45+1e     | Rapport | 38e Amrabat                    | Arbitrage : Beida Dahane Arbitre vidéo : Janny Sikazwe | Arbitrage : Beida Dahane Arbitre vidéo : Janny Sikazwe |

### Phase à élimination directe
| Match 42                  | Maroc                        | 2 - 1   | Malawi                                | Stade Ahmadou-Ahidjo, Yaoundé                                        |                                                                      |
| 25 janvier 2022 20h00 WAT | En-Nesyri 45+2e · Hakimi 70e | (1 - 1) | 7e Mhango                             | Arbitrage : Pacifique Ndabihawenimana Arbitre vidéo : Haythem Guirat | Arbitrage : Pacifique Ndabihawenimana Arbitre vidéo : Haythem Guirat |
| 25 janvier 2022 20h00 WAT |                              | Rapport | 33e Madinga · 60e Sanudi · 69e Mhango | Arbitrage : Pacifique Ndabihawenimana Arbitre vidéo : Haythem Guirat | Arbitrage : Pacifique Ndabihawenimana Arbitre vidéo : Haythem Guirat |

| Match 47                  | Égypte                     | 2 -1            | Maroc            | Stade Ahmadou-Ahidjo, Yaoundé                                  |                                                                |
| 30 janvier 2022 16h00 WAT | Salah 53e · Trézéguet 100e | (0-1, 1-1, 2-1) | 7e (pen.) Boufal | Arbitrage : Maguette N'Diaye Arbitre vidéo : Fernando Guerrero | Arbitrage : Maguette N'Diaye Arbitre vidéo : Fernando Guerrero |
| 30 janvier 2022 16h00 WAT | Rapport                    |                 |                  | Arbitrage : Maguette N'Diaye Arbitre vidéo : Fernando Guerrero | Arbitrage : Maguette N'Diaye Arbitre vidéo : Fernando Guerrero |

### Temps de jeu

#### Buteurs
| Buts | Joueurs           | Adversaires                    |
| ---- | ----------------- | ------------------------------ |
| 3    | Sofiane Boufal    | Ghana (1) Gabon (1) Égypte (1) |
| 2    | Achraf Hakimi     | Gabon (1) Malawi (1)           |
| 1    | Zakaria Aboukhlal | Comores                        |
| 1    | Selim Amallah     | Comores                        |
| 1    | Youssef En-Nesyri | Malawi                         |

### Récompenses individuelles
Achraf Hakimi est retenu dans l'équipe-type de la compétition, tandis que Sofiane Boufal est désigné comme remplaçant de cette sélection de la CAF.